# Victor Savrin
 (avril 2017).
Pour les articles homonymes, voir Savrin.
Victor Ivanovitch Savrin (né le 4 décembre 1944 à Tchapaïevsk, oblast de Samara en Russie) est un physicien soviétique et russe, travaillant dans le domaine théorique de la physique des particules élémentaires et de la théorie quantique des champs, docteur en sciences physiques et mathématiques (1979), professeur (1998), directeur adjoint de l'institut de physique nucléaire de l'université de Moscou pour le travail scientifique (depuis 1984), coordinateur de la participation des institutions russes dans la création et le fonctionnement du Grand collisionneur de hadrons (LHC).

## Biographie
Victor Savrin est né à Tchapaïevsk dans l'Oblast de Kouibychev (aujourd'hui Samara) le 4 décembre 1944. En 1947, sa famille déménage à Kouibychev (aujourd'hui Samara), et au début des années 1950 à Moscou.
En 1962, il reçoit la médaille d'or et son diplôme de l'école secondaire n°17 et il entre à la faculté de physique de l'Université d'État de Moscou, d'où il est diplômé avec les honneurs en 1968.
Après cela, de 1968 à 1970, Savrin est étudiant diplômé de l'Institut de physique des hautes énergies (Protvino, Oblast de Moscou). En décembre 1970, il défend sa thèse de doctorat.
Depuis 1971, Savrin travaille comme collaborateur scientifique de l'Institut de physique des hautes énergies, dans le département de la physique théorique. En 1977, il est devenu chercheur, et, en 1978, a défendu une thèse de doctorat.
À partir de 1983, Victor Savrin travaille dans un institut de physique nucléaire de l'université de Moscou, d'abord chef du Laboratoire d'analyse des calculs en physique des hautes énergies, puis, depuis les années 1990, chef du Département de physique théorique des hautes énergies. Depuis 1984 Savrin est directeur adjoint de l'université de Moscou pour le travail scientifique.

## Les résultats scientifiques
Les principaux résultats scientifiques de Victor Savrin sont associés à l'utilisation des méthodes de la théorie quantique des champs pour décrire les processus d'interaction des particules élémentaires lors des hautes énergies. Il a développé des méthodes pour résoudre des conditions unitaires pour décrire la diffusion des ondes. Un certain nombre de travaux est consacré à la formulation en trois dimensions de la théorie quantique des champs et à l'élaboration de son approche de description des interactions de particules — en particulier, pour le développement de la théorie relativiste des états liés et l'application à la chromodynamique quantique. Il a obtenu des résultats pour les spectres du Quarkonium, ainsi que pour les paramètres observées expérimentalement lors des résonances électromagnétiques. Savrin est également impliqué dans le développement des programmes d'étude des propriétés physiques des particules dans des accélérateurs, y compris le Grand collisionneur de hadrons (LHC).

## Sélection de publications
- Anatoli Logounov, S. Vi Savrin, N. Tyurin, Oa A. Khroustalev. Simultanée de l'équation pour un système de deux particules dans la théorie des champs quantiques. Théorique et de physique mathématique, 1971, t.6, n °1, pp157-165.
- V. I. Savrin, N. B. Skachkov. New scaling properties of the structure functions in the single-time formulation of the quantum field theory. Nuovo Cimento, 1981, v.65, No.1, pp1-14.
- B. A. Arbuzov, V. I. Savrin, S. A. Shichanin. On a mechanism of GSI resonance production, Physics Letters, 1992, v.B275, No.1-2, p.144-148.
- S. Abdullin, M. N. Dubinin, V. A. Ilyin, D. N. Kovalenko, V. I. Savrin, N. V. Stepanov. Higgs boson discovery potential of LHC in the channel pp → γγ+jet. Physics Letters, 1998, v.B431, p.410-419.
- S. A. Matveev, S. Vi Саврин, A. N. Сисакян, A. N. Тавхелидзе. Relativistes quark modèle квазипотенциальном approche. Théorique et de physique mathématique, 2002, 132, no2, pp267-287.
- S. Vi Саврин. : « La méthode квазипотенциала dans la théorie des états liés »(Archive.org • Wikiwix • Archive.is • Google • Que faire ?). — Samara: Samara université, 2006. — 134 s.